# Медведева, Инга Викторовна
И́нга Ви́кторовна Медве́дева (род. 27 января 1979, Петропавловск-Камчатский, СССР) — российская горнолыжница, многократный призёр Паралимпийских игр. Заслуженный мастер спорта России.

## Биография
7 сентября 1990 года 11-летнюю Ингу Медведеву в центре Петропавловска-Камчатского сбил «газон».
У меня левая нога уже была на тротуаре, а по правой грузовик и проехал, - вспоминает Инга. - От удара я еще стукнулась головой об столб. И потеряла сознание.
Водитель автомобиля скрылся с места происшествия. Позже выяснилось, что за рулём оказался водитель директора тамошнего облпотребсоюза. Дело было спущено на тормозах.
За операции и протезы дочке мы заплатили 15 тысяч долларов, а водитель даже не попросил прощения, — говорит отец Инги Виктор Федорович.
После аварии Инга решила заняться экстремальным видом спорта. Выбрала горные лыжи.
Начала я в секции Людмилы Аграновской, той самой, что открыла Варвару Зеленскую (знаменитая горнолыжница, которая в сезоне 1996-97 года стала третьей в общем зачете Кубка Мира по горным лыжам. - А.В.), - продолжает Инга. - А потом перешла к Надежде Павловне Черновой - тренеру сборной России по горнолыжному спорту.

## Награды
- Орден Дружбы (2014 год)[1].